# Antonios Naguib
Antonios kardinál Naguib (18. března 1935, Minjá – 28. března 2022, Káhira) byl egyptský kardinál, koptský patriarcha alexandrijský a nejvyšší představitel koptské katolické církve.

## Život
V letech 1953 až 1958 studoval na kněžském semináři v Káhiře a poté na Papežské univerzitě Urbaniana v Římě. Po návratu do Egypta byl 30. října 1960 vysvěcen na kněze a jeden rok působil v pastoraci ve svém rodišti. Poté pokračoval ve studiu v Římě, kde získal postupně diplom z křesťanské sociologie (1961), licenciát teologie (1962) a licenciát z biblistiky (1963). Od roku 1964 přednášel biblistiku v kněžském semináři v Káhiře. Ve spolupráci s pravoslavnými a protestantskými odborníky se podílel na překladu Bible do arabštiny, který byl vydán v roce 1977.
Dne 26. června 1977 byl jmenován biskupem koptské katolické eparchie v Minjá a 9. září téhož roku přijal biskupské svěcení. Úřad vykonával až své rezignace 29. září 2002 (ze zdravotních důvodů). Dne 30. března 2006 se stal koptským katolickým patriarchou v Alexandrii a 20. listopadu 2010 ho papež Benedikt XVI. jmenoval kardinálem. Na začátku roku 2012 měl mozkovou mrtvici, a na jeho místo posvátný synod jmenoval assijútského eparchu Kyrilla Kamala Williama Samaana. V lednu 2013 rezignoval na funkci patriarchy, posvátný synod jeho rezignaci přijal a zvolil na jeho místo dosavadního biskupa v Minjá, Ibrahima Isaaca Sidraca.